# بولی لنر
بولی لنر (فرانسوی: Bouli Lanners‎؛ زادهٔ ۲۰ مهٔ ۱۹۶۵) هنرپیشه، کارگردان و نویسنده اهل کشور بلژیک است. وی از سال ۱۹۸۹ میلادی تاکنون مشغول فعالیت بوده‌است. از فیلم‌ها یا برنامه‌های تلویزیونی که وی در آن نقش داشته‌است، می‌توان به سپید همچون برف، زنگار و استخوان، آستریکس در بازی‌های المپیک، آستریکس و اوبلیکس: خدا حافظ خاک بریتانیا، یکشنبه طولانی نامزدی، بای بای کله‌پوک‌ها، لطفاً مرا بکش و ۱۱٫۶ اشاره کرد.

## جوایز
- برنده ۵ جایزه Magritte Award به خاطر کارگردانی فیلم «غول‌ها» - سال ۲۰۱۱